# Бах, Александр фон
Барон Александр фон Бах (нем. Alexander von Bach; 1813—1893) — австрийский юрист и политик, имевший значительное влияние в ранние годы правления императора Франца-Иосифа.

## Биография
Александр — сын юриста Михаэля Баха, старший брат композитора Отто Баха и политика Эдуарда фон Баха. Он получил домашнее образование, окончил юридический факультет Венского университета.
Бах занимал должность министра юстиции в 1848—1849 годах, затем возглавлял министерство внутренних дел с 1849 по 1859 годы. Будучи известным либеральным юристом, Бах сначала был прозван «министром баррикад», однако со временем стал придерживаться более консервативных взглядов.
После смерти министра-президента Феликса фон Шварценберга в 1852 году Бах стал определять политику империи. Он способствовал укреплению централизованной административной власти в Австрии, но также рекомендовал ряд реакционных законов, уменьшивших свободу прессы и отменивших публичные судебные процессы. Также благодаря Баху в 1855 году Римско-католическая церковь получила контроль над системой образования. С другой стороны экономическая свобода в империи значительно увеличилась в 1850-е, внутренние таможенные сборы были отменены.
В 1853 году Александру фон Баху было присвоено звание почётного гражданина города Загреба.
В 1854 году Бах получил титул барона. С 1849 по 1859 годы он курировал Императорскую академию наук.
После поражения Австрии в Итальянской войне 1859 года с Сардинией и Францией Бах был отправлен в отставку. С 1859 по 1867 годы он был послом империи при Святом Престоле.